# Micronidia
Micronidia là một chi bướm đêm thuộc họ Geometridae.